# لذة (مشرحات)
لذة (بالفارسية: لذه) هي قرية تقع في إيران في قسم مشرحات الريفي. يقدر عدد سكانها بـ 195 نسمة بحسب إحصاء 2016.